# Frank Shuman
Pour les articles homonymes, voir Shuman.
Frank Shuman, né à Brooklyn (New York) le 23 janvier 1862, mort à Tacony (en) (Northeast Philadelphia) le 28 avril 1918, est un inventeur américain, ingénieur et pionnier de l'utilisation de l'énergie solaire.